# Barendrecht
Barendrecht je nizozemské město nacházející se v provincii Jižní Holandsko nacházející se na západě země. Žije zde přibližně 49 tisíc obyvatel. De facto tvoří jižní předměstí Rotterdamu.

## Geografie
Město leží v deltě řeky Mázy v nadmořské výšce okolo 1 m pod úrovní nedalekého moře, před kterým je chráněno systémem hrází. Okolí je rovinaté, bez kopců.

## Historie
Město zažilo na přelomu tisíciletí velký růst obyvatel, v roce 1990 mělo asi 19.000 obyvatel, v roce 2015 už 45.500.

## Doprava
Ve městě je frekventovaná říční doprava.

## Známé osobnosti
- Inge de Bruijnová – čtyřnásobná olympijská vítězka a osminásobná olympijská medailistka v plavání
- Anwar El Ghazi – profesionální fotbalista

## Partnerská města
- Louny, Česko[2]